# فیل دادلی
فیل دادلی (انگلیسی: Phil Dudley؛ زادهٔ ۱۷ فوریهٔ ۱۹۵۹) بازیکن فوتبال اهل بریتانیا است.
از باشگاه‌هایی که در آن بازی کرده‌است می‌توان به باشگاه فوتبال چلمزفورد سیتی اشاره کرد.